# Musées d'Angers
La ville d'Angers compte sept musées dont six ouverts au public et plusieurs lieux d'expositions temporaires.

## Musées

### Musées des beaux-arts
Le musée des beaux-arts d’Angers est hébergé dans le logis Barrault, bel ensemble architectural remontant à la fin du XVe siècle. Le musée offre, sur plus de 3 000 m², deux parcours muséographiques : le premier sur l’histoire de la ville, le second sur les Beaux-Arts. Le musée comprend en outre une salle d’exposition temporaire de 550 m2, un cabinet d’arts graphiques et un auditorium. Le parcours Histoire d’Angers retrace plus de 2 000 ans d’histoire de la ville via l’exposition de plus de 500 objets. Ceux-ci proviennent tant de fouilles (mosaïques et amphores gallo-romaines) que d’entreprises, corporations ou monuments locaux (cathédrale, corporation des orfèvres, manufacture d’ardoise, horticulture, etc.). On y trouve pêle-mêle tableaux, cartes, objets d’art ou de la vie quotidienne, maquettes, photographies, etc. Le parcours des Beaux-Arts est quant à lui subdivisé en cinq sections. On y trouve tout d’abord  celle dite « Des primitifs à la Renaissance » (XIVe siècle - XVIe siècle). Les toiles exposées sont principalement italiennes, aux côtés de portraits du XVIe siècle (peintres flamands, hollandais, français et anglais). Un cabinet de collectionneurs clôt la section en présentant des objets d’art du Moyen Âge et de la Renaissance légués par Lancelot-Théodore Turpin de Crissé (en 1859) et Daniel Duclaux (2003). La seconde section est celle des « Écoles du Nord, de France et d’Italie » (XVIIe siècle - XVIIIe siècle). On y trouve notamment des œuvres du Siècle d’or néerlandais (œuvres de Brueghel l’Ancien, Rubens ou Jordaens), du Classicisme français (œuvres de Philippe de Champaigne ou Antoine Coypel) et des œuvres italiennes. La troisième section est celle de la peinture française du XVIIIe siècle, époque marquée par le retour à la mythologie et à l’antiquité (œuvres de Fragonard, Ménageot), les Fêtes galantes (œuvres de Watteau, Fragonard), la nature morte (œuvres de Chardin) ou le portrait (œuvre de Greuze notamment). La quatrième section est celle de la peinture française du XIXe siècle. On y trouve de la peinture historique (œuvres de Dévéria, Mauzaisse), religieuse, des esquisses de Guérin et Ingres, des paysages (œuvres de Turpin de Crissé, Corot, Bodinier), portraits, ainsi qu’une collection de sculptures et peintures académiques. La cinquième et dernière section est celle de l’art contemporain (XXe siècle - XXIe siècle). On y trouve des œuvres post-impressionnistes, fauves, etc. aux côtés de réalisations contemporaines (œuvres des artistes locaux François Morellet et Daniel Tremblay notamment). 

### Galerie de l'Apocalypse
Située au cœur du château, la galerie de l’Apocalypse expose la Tapisserie de l'Apocalypse. Commandée par Louis Ier, duc d’Anjou, à la fin du XIVe siècle, elle retrace l’Apocalypse selon saint Jean mais illustre également le contexte sociopolitique de la France pendant la Guerre de Cent ans. Son ancienneté et ses dimensions (106 m conservés sur plus de 140 m à l’origine) en font un témoignage rare de l’art médiéval.

### Musée Jean-Lurçat et de la tapisserie contemporaine
Le musée Jean-Lurçat et de la Tapisserie contemporaine est double. D’une part, l’ancienne salle des malades de l’hôpital Saint-Jean expose le « Chant du Monde », chef-d’œuvre du peintre et lissier Jean Lurçat. Réalisé en 1957, le « Chant du Monde » est une suite de dix tapisseries monumentales sur la destinée humaine, tout en étant un hommage à la Tapisserie de l’Apocalypse. Jean Lurçat avait en effet été marqué par la découverte de cette dernière, ce qui explique que cette œuvre ait été léguée à la ville d’Angers. D’autre part, le Musée de la Tapisserie contemporaine expose de nombreuses réalisations textiles et picturales de lissiers du XXe siècle, notamment de Jean Lurçat, Josep Grau-Garriga ou encore Thomas Gleb.

### Galerie David d'Angers
Située dans l’ancienne église abbatiale de l'abbaye Toussaint, rénovée et inaugurée par François Mitterrand en 1984, la galerie David d’Angers présente une part importante de l’œuvre de Pierre-Jean David, dit David d’Angers. La collection se compose notamment de la quasi-totalité des modèles d’atelier en plâtre du sculpteur, de 23 statues monumentales exposées dans la nef (représentations de Jean Bart, Gutenberg, etc.), de la maquette du fronton du Panthéon, de statuettes et dessins préparatoires, etc.

### Muséum des sciences naturelles
Situé notamment dans l’ancien hôtel Demarie-Valentin, le Muséum des sciences naturelles d'Angers abrite d’importantes collections en botanique, zoologie, sciences de la Terre et préhistoire. La collection botanique est conservée à l’Arboretum Gaston-Allard. Il continue de recevoir des legs, comme le don Boursicot en 1999 contenant une importante collection de papillons.

### Musée Château de Villevêque
Une antenne du musée des Beaux-Arts se trouve au château de Villevêque, au nord de l’agglomération, afin de présenter la collection de Daniel Duclaux. Celle-ci comprend principalement des œuvres allant du XIIe au XVIe siècle et quelques réalisations antiques et chinoises, et ce dans tous les genres artistiques (sculpture, peinture, mobilier, tapisserie, gravure, enluminure, orfèvrerie, etc.).

### Musée du Génie militaire
Ouvert en 2009, le Musée du Génie militaire vise à présenter l’histoire et le patrimoine de ce corps de métier. Le musée se décompose de plusieurs parties : un premier « sas d’imprégnation » fait office d’introduction générale ; il est suivi d'une galerie chronologique présente l’histoire du génie en parallèle de celle du pays ; puis un espace thématique divisé en trois sections, celles des missions du génie : combattre, construire et secourir ; enfin, un espace contemporain permet de comprendre l’actualité de cette arme. Le musée expose tableaux, uniformes, maquettes et autres documents historiques aux côtés d’une muséographie moderne (sonorisation, vidéo, etc.).

### Musée Pincé
Fermé en 2005 pour des raisons de sécurité et d'accessibilité, le musée Pincé, qui abrite la collection Turpin-de-Crissé, a rouvert au public le 15 février 2020.

Musées d'Angers
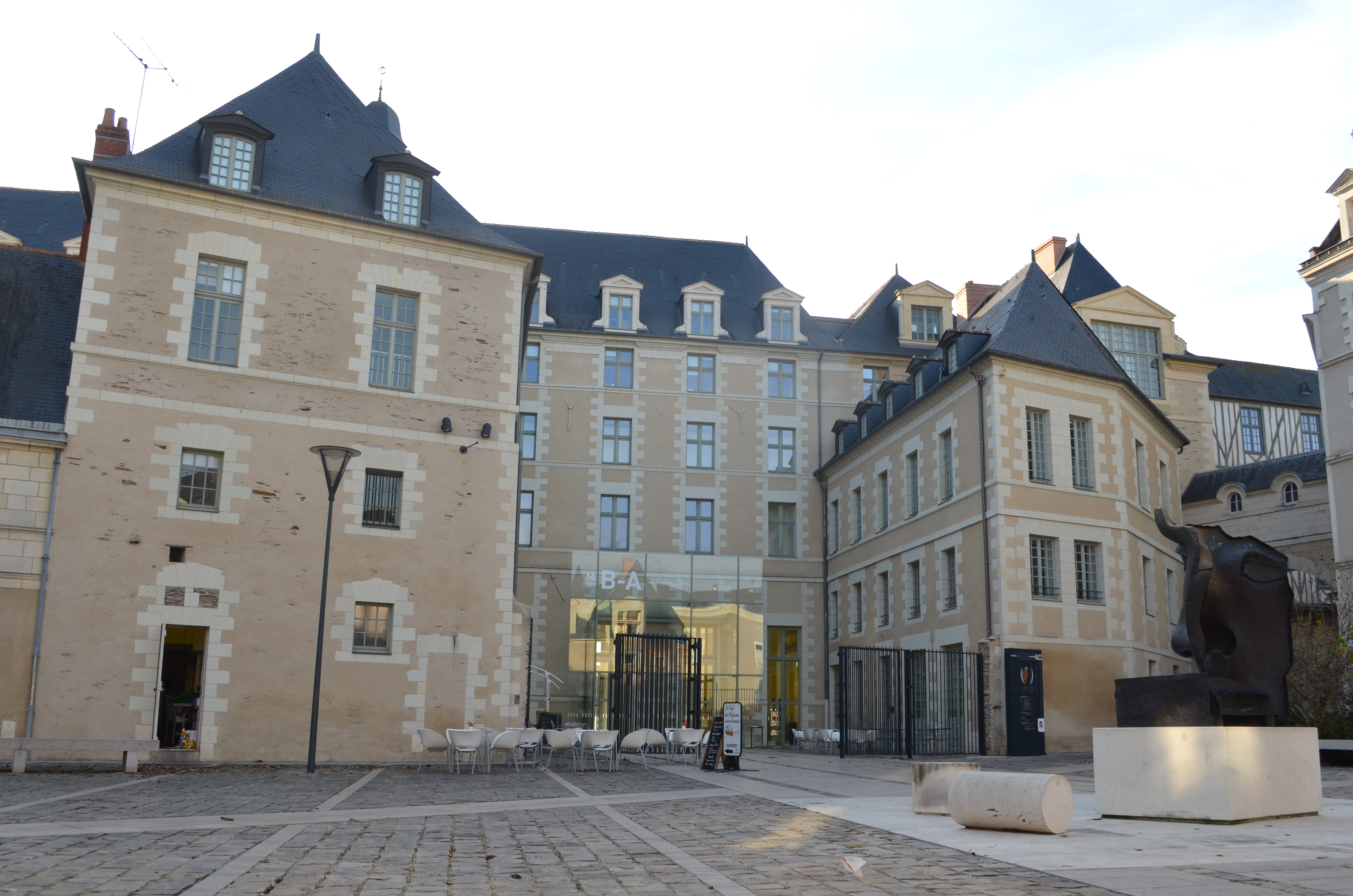
Le Musée des Beaux-Arts.
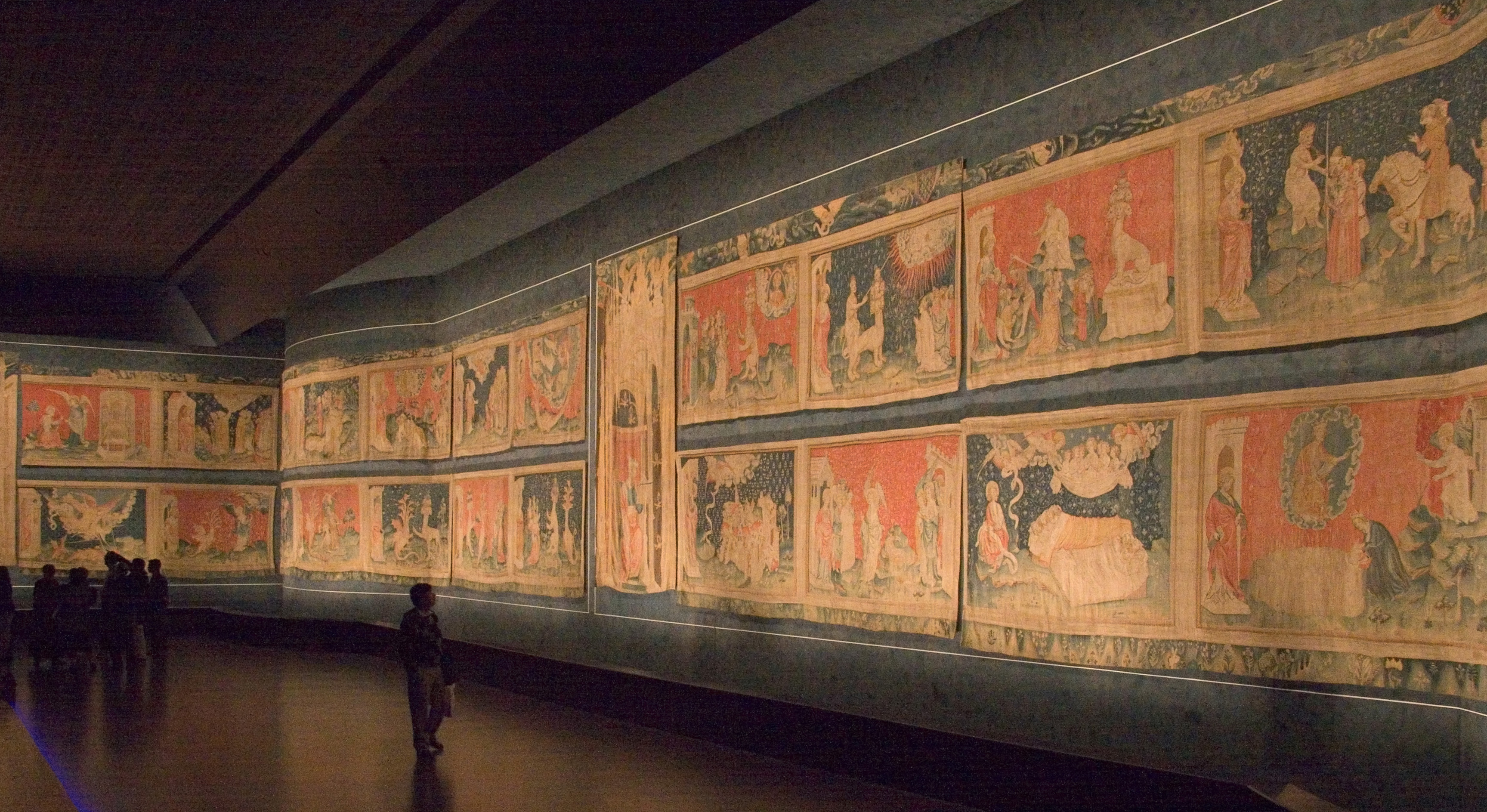
La Tapisserie de l'Apocalypse.
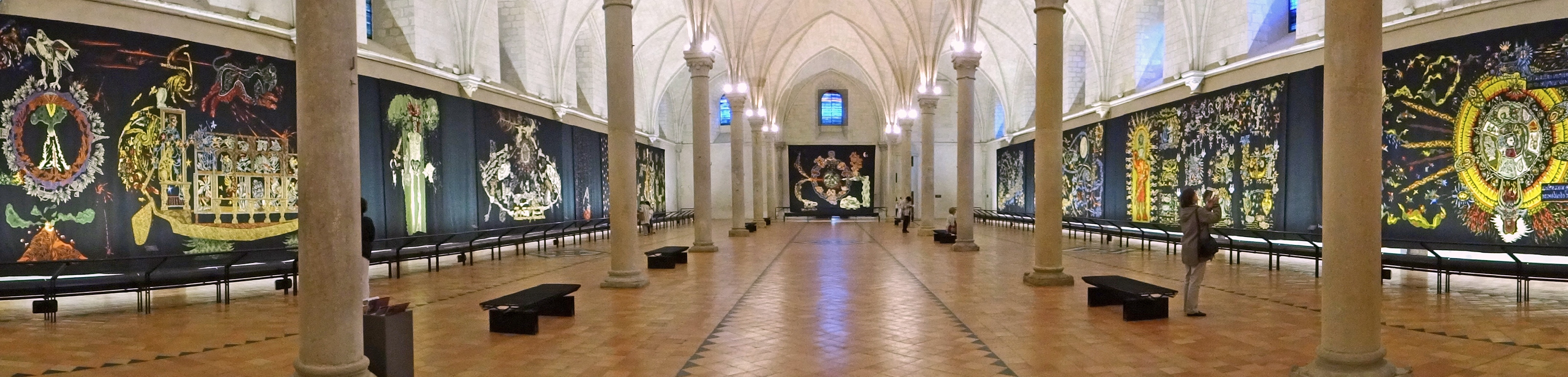
Le « Chant du Monde ».

## Lieux d'expositions temporaires
À côté de ces collections permanentes, Angers possède plusieurs lieux d'expositions temporaires, comme l’abbatiale du Ronceray, la collégiale Saint-Martin, la Tour Saint-Aubin, l’hôtel des Pénitentes, la chapelle Saint-Lazare, les salons Curnonsky, la Maison de l’Environnement, le Grand théâtre, l’Artothèque ou le Forum du Quai.
La Maison de l’architecture, des territoires et du paysage propose quant à elle des expositions thématiques, de même que les archives départementales. Au sein de la bibliothèque universitaire Belle-Beille existe également la Galerie 5 qui propose, sur 350 m², trois expositions annuelles.

### Sources municipales
1. ↑  « Musée des Beaux-Arts : Les musées d'Angers » (consulté le 25 septembre 2015)
2. ↑  « Parcours Histoire d'Angers : Les musées d'Angers » (consulté le 25 septembre 2015)
3. ↑  « Des Primitifs à la Renaissance, XIVe au XVIe siècle : Les musées d'Angers » (consulté le 25 septembre 2015)
4. ↑  « XVIIe Siècle et début du XVIIIe siècle: Ecoles du Nord, France, Italie : Les musées d'Angers » (consulté le 25 septembre 2015)
5. ↑  « Le XVIIIe siècle, France : Les musées d'Angers » (consulté le 25 septembre 2015)
6. ↑  « Le XIXe siècle, France : Les musées d'Angers » (consulté le 25 septembre 2015)
7. ↑  « Le XXe et XXI siècles : Les musées d'Angers » (consulté le 25 septembre 2015)
8. ↑  « Laissez-vous conter le Château » (consulté le 25 septembre 2015)
9. ↑  « "Le chant du monde" de Jean Lurçat : Les musées d'Angers » (consulté le 25 septembre 2015)
10. ↑  « Un nouvel accrochage au musée de la tapisserie contemporaine : Les musées d'Angers » (consulté le 25 septembre 2015)
11. ↑  « Visite du musée : Les musées d'Angers » (consulté le 25 septembre 2015)
12. ↑  « Laissez-vous conter l'hôtel Demarie » (consulté le 22 septembre 2015)
13. ↑  « Daniel Duclaux et le château : Les musées d'Angers » (consulté le 25 septembre 2015)
14. ↑  « Laissez-vous conter l'abbaye du Ronceray et l'église de la Trinité » (consulté le 22 septembre 2015)
15. ↑  « Artothèque d'Angers : Artothèque » (consulté le 25 septembre 2015)